# عبد القادر الزيتوني
عبد القادر الزيتوني (1 أكتوبر 1942 -) هو سياسي تونسي.

## حياته ونشأته
ولد بمدينة قابس في غرة أكتوبر 1942. المنسق العام لحزب تونس الخضراء.
- درس بفرنسا وأحرز على الأستاذية في العلوم من جامعة غرونوبل سنة 1966، ثم على دبلوم مهندس من المدرسة المركزية بباريس سنة 1970.[3]

## مسيرته
- نشط في الاتحاد العام لطلبة تونس وفي مجموعة برسبكتيف اليسارية ثم منظمة العامل التونسي وقد صدر عليه عام 1974 حكم بعدم سماع الدعوى. انضم بعد ذلك إلى الاتحاد العام التونسي للشغل.
- يترأس الهيئة التأسيسية لحزب تونس الخضراء المعلن عنه يوم 4 أفريل/نيسان 2004. عضو في الحزب الخضر الأوروبي والفيدرالية الإفريقية للخضر.